# Filippa Kviten
Filippa Fotopoulou, da sposata Kviten (in greco Φιλιππα Φωτοπουλου?; Nicosia, 20 dicembre 1996), è una lunghista cipriota.
Ha una sorella gemella, Olivia, anch'essa atleta, con cui ha vinto una borsa di studio presso l'Università dell'Alabama, per cui compete dal 2015 ai campionati universitari statunitensi.

## Record nazionali
Suniores
- Salto in lungo indoor: 6,53 m ( Istanbul, 20 febbraio 2021)
- Staffetta 4x100 metri piani: 43"87 ( Amsterdam, 9 luglio 2016) (Olivia Fotopoulou, Ramona Papaioannou, Filippa Fotopoulou, Eleni Artymata)

## Palmarès
| Anno | Manifestazione                        | Sede       | Evento         | Risultato | Prestazione | Note             |
| ---- | ------------------------------------- | ---------- | -------------- | --------- | ----------- | ---------------- |
| 2013 | Mondiali U18                          | Donec'k    | Salto in lungo | 11ª       | 5,93 m      |                  |
| 2013 | Europei U20                           | Rieti      | Salto in lungo | 23ª (q)   | 5,83 m      |                  |
| 2014 | Mondiali U20                          | Eugene     | Salto in lungo | 27ª (q)   | 5,72 m      |                  |
| 2015 | Europei U20                           | Eskilstuna | 4x100 m        | 5ª        | 45"98       | [ 2 ]            |
| 2016 | Europei                               | Amsterdam  | 4×100 m        | Batteria  | 43"87       | Record nazionale |
| 2017 | Europei U23                           | Bydgoszcz  | Salto in lungo | 22ª (q)   | 6,05 m      |                  |
| 2018 | Campionati dei piccoli stati d'Europa | Schaan     | Salto in lungo | Oro       | 6,20 m      |                  |
| 2018 | Giochi del Mediterraneo               | Tarragona  | Salto in lungo | 12ª       | 5,86 m      |                  |
| 2018 | Giochi del Mediterraneo               | Tarragona  | 4×100 m        | 4ª        | 44"72       |                  |
| 2019 | Giochi dei piccoli stati d'Europa     | Budua      | Salto in lungo | Argento   | 6,23 m      |                  |
| 2019 | Giochi dei piccoli stati d'Europa     | Budua      | 4×100 m        | Oro       | 45"96       |                  |
| 2019 | Universiadi                           | Napoli     | Salto in lungo | 11ª       | 6,17 m      |                  |
| 2021 | Europei indoor                        | Toruń      | Salto in lungo | 14ª (q)   | 6,46 m      |                  |
| 2022 | Giochi del Mediterraneo               | Orano      | Salto in lungo | 7ª        | 6,34 m      |                  |
| 2022 | Giochi del Mediterraneo               | Orano      | 4×100 m        | Bronzo    | 45"10       |                  |
| 2022 | Mondiali                              | Eugene     | Salto in lungo | nm (q)    | nm (q)      |                  |
| 2022 | Giochi del Commonwealth               | Birmingham | Salto in lungo | 8º        | 6,47 m      | [ 3 ]            |
| 2022 | Europei                               | Monaco     | Salto in lungo | 12ª       | 6,26 m      | [ 4 ]            |
| 2023 | Europei indoor                        | Istanbul   | Salto in lungo | 15ª (q)   | 6,36 m      |                  |
| 2024 | Europei                               | Roma       | Salto in lungo | 11ª       | 6,58 m      | [ 5 ]            |
| 2025 | Europei indoor                        | Apeldoorn  | Salto in lungo | 12ª (q)   | 6,41 m      |                  |

## Altre competizioni internazionali
2013
- Argento alle Gymnasiadi ( Brasilia), salto in lungo - 5,84 m

2014
- 4ª ai Campionati europei a squadre - Third League ( Tbilisi), salto in lungo - 6,00 m
- Oro ai campionati balcanici under 20 ( Serres), salto in lungo - 6,09 m

2016
- Argento ai campionati balcanici ( Pitesti), salto in lungo - 6,45 m

2018
- 6ª ai campionati balcanici ( Stara Zagora), salto in lungo - 6,18 m

2019
- 4ª ai campionati balcanici ( Pravec), salto in lungo - 6,14 m
- Oro agli Europei a squadre ( Varaždin), 4×100 m - 44"15

2021
- Argento ai campionati balcanici indoor ( Istanbul), salto in lungo - 6,53 m
- Argento ai Campionati europei a squadre - Third League ( Limassol), salto in lungo - 6,34 m
- Bronzo ai campionati balcanici ( Smederevo), salto lungo - 6,38 m

2022
- Bronzo ai campionati balcanici ( Craiova), salto in lungo - 6,54 m